# Staré Ždánice

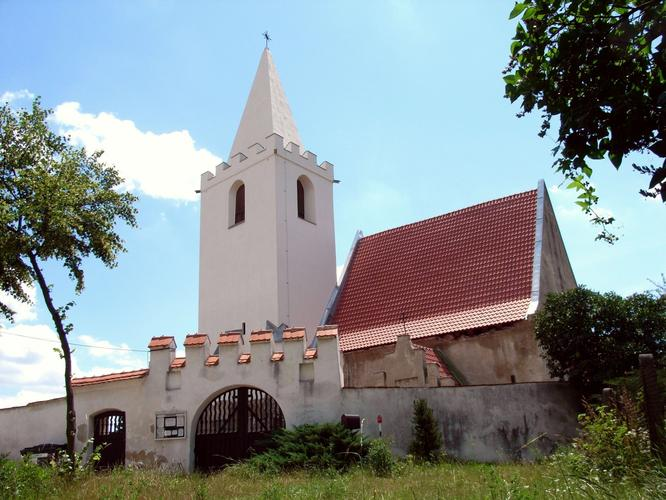
Kirche des hl. Wenzel

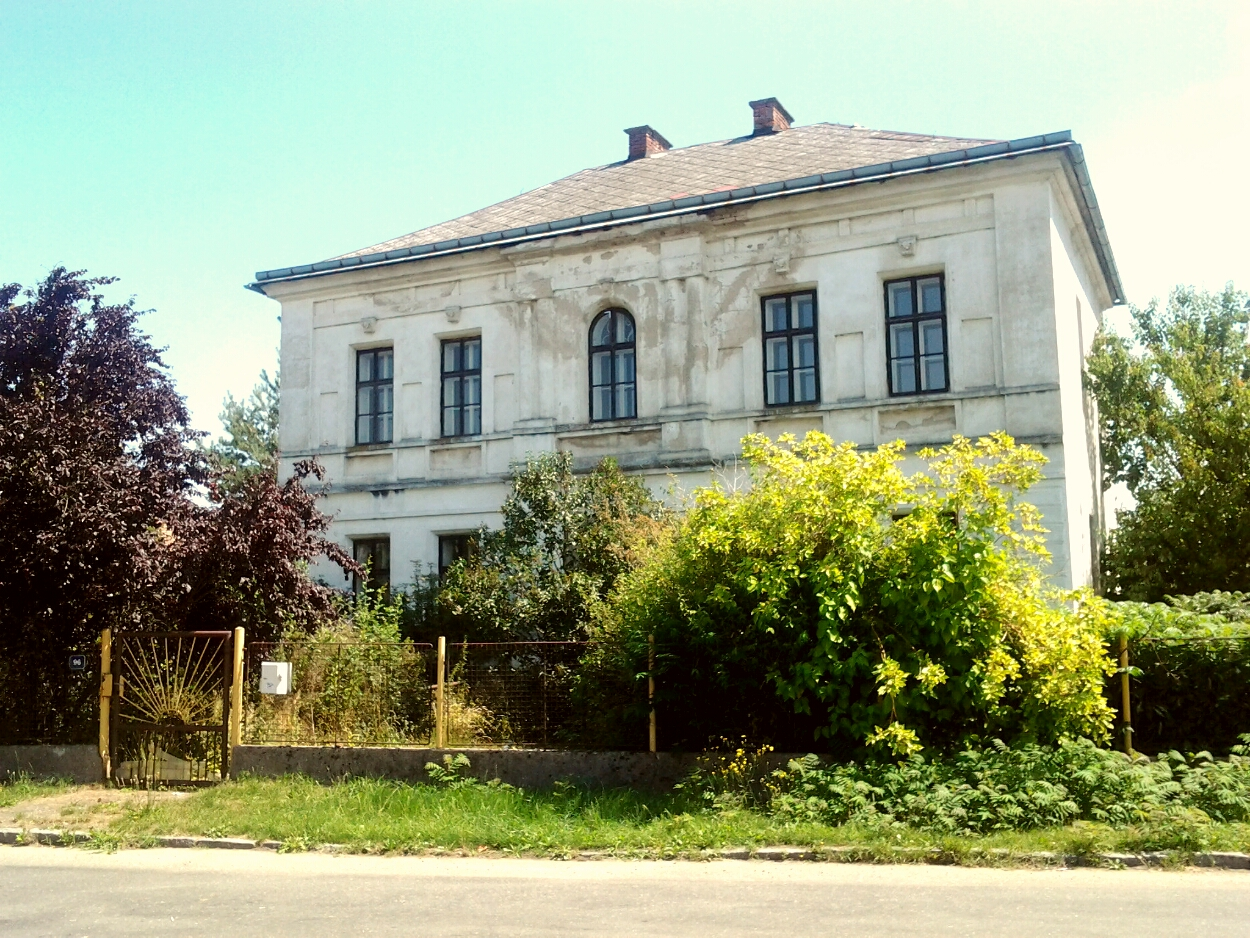
Schlösschen Staré Ždánice

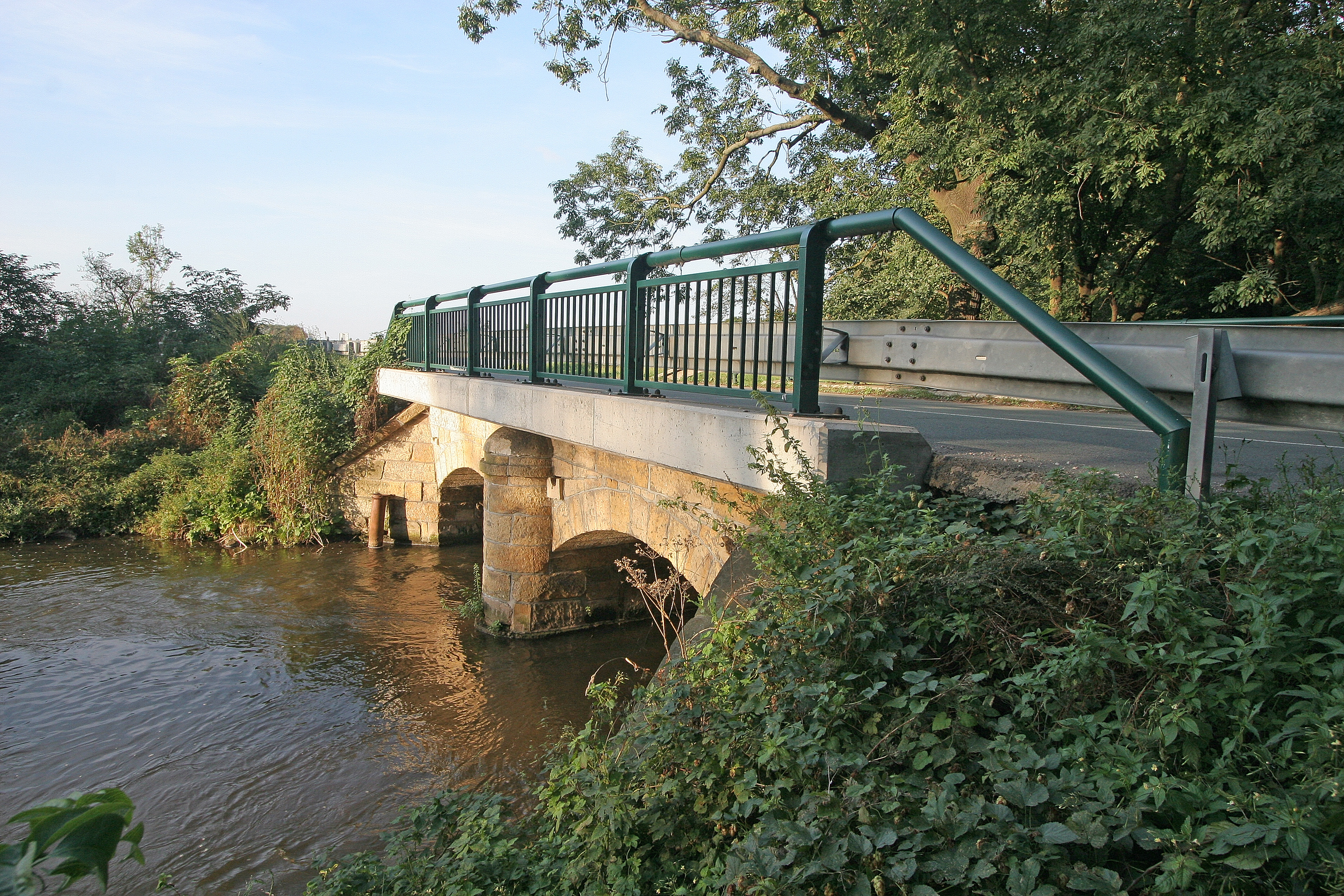
Straßenbrücke über den Opatowitzer Kanal

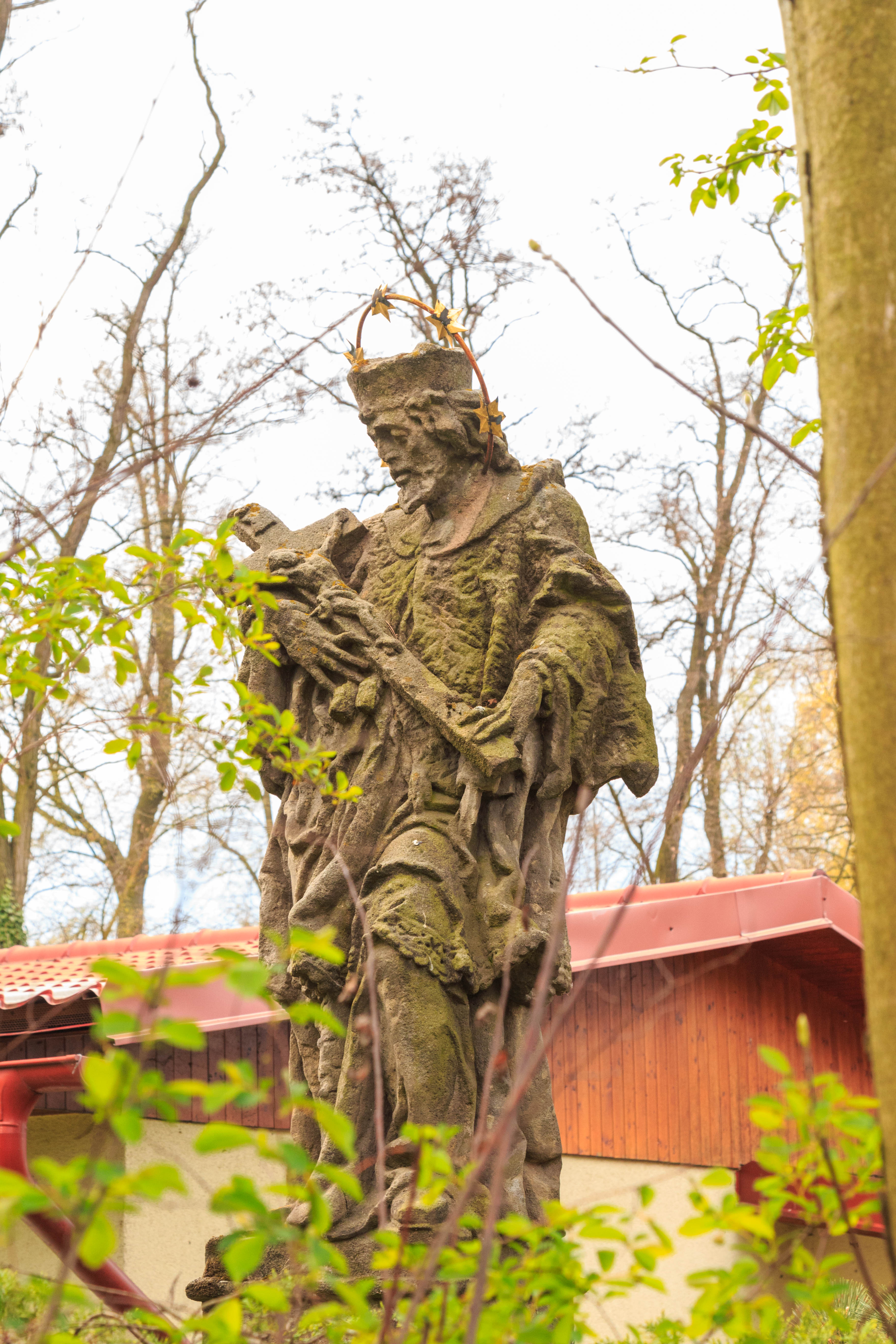
Statue des hl. Johannes von Nepomuk

Staré Ždánice (deutsch Alt Zdanitz, 1939–45 Alt Sdanitz) ist eine Gemeinde in Tschechien. Sie liegt 13 Kilometer südwestlich des Stadtzentrums von Hradec Králové und gehört zum Okres Pardubice.

## Geographie
Staré Ždánice befindet sich am Graben Ždánická stoka in der Pardubická kotlina (Pardubitzer Becken); östlich des Dorfes fließen der Opatowitzer Kanal und die Rajská strouha. Westlich erhebt sich der Mělský (241 m n.m.), nordwestlich die Skupice (Malhaus, 248 m n.m.). Am östlichen Ortsrand verläuft die Staatsstraße II/333 zwischen Hradec Králové und Lázně Bohdaneč. Gegen Süden erstreckt sich ein ausgedehntes Teichgebiet mit den drei Oplatíl-Teichen und dem Hrádek.
Nachbarorte sind Žižkovec und Krásnice im Norden, Libišany, Podůlšany und Čeperka im Nordosten, Malá Čeperka im Osten, Nové Ždánice und Stéblová im Südosten, Boudy und Hrádek im Süden, Dolany im Südwesten, Rohoznice im Westen sowie Plch, Osice und Polizy im Nordwesten.

## Geschichte
Ždánice wurde wahrscheinlich im 11. oder 12. Jahrhundert gegründet. Im Dorf bestand eine kleine Feste, die der Sitz der Vladiken von Ždánice war. Im Jahre 1339 verkaufte Vaněk von Ždánice das Gut für 65 Schock Groschen an das Benediktinerkloster Opatowitz. Die Kirche St. Wenzel wurde 1358 als Pfarrkirche erwähnt. Nachdem das Kloster im Jahre 1421 von einem hussitischen Heer unter Diviš Bořek von Miletínek geplündert und niedergebrannt worden war, bemächtigte sich dieser der ausgedehnten Besitzungen. 1436 überschrieb König Sigismund große Teile des ehemaligen Klosterbesitzes an Diviš Bořek, der daraus die Herrschaft Pardubice mit Sitz auf der Kunburg bildete. 1437 erbte Diviš´ Sohn Soběslav Mrzák von Miletínek die Herrschaft. Danach wurde das Gut von der Herrschaft Pardubice abgetrennt, als Besitzer lösten sich verschiedene niedere Adlige ab. Zu Beginn des 16. Jahrhunderts erwarb Wilhelm von Pernstein das Gut Ždánice und schloss es an die Herrschaft Pardubice an. In dieser Zeit veränderte sich die Landschaft um Ždánice; südlich und östlich des Dorfes entstanden die großen Fischteiche Čeperka und Oplatil, zur Wasserversorgung des Pardubitzer Teichsystems wurde der Opatowitzer Kanal angelegt. 1521 vererbte Wilhelm von Pernstein seine böhmischen Güter seinem jüngeren Sohn Vojtěch, nach dessen Tod fielen sie 1534 seinem Bruder Johann zu. Dieser hinterließ 1548 seinem Sohn Jaroslav hohe Schulden. Am 21. März 1560 veräußerte Jaroslav von Pernstein die gesamte Herrschaft Pardubitz an König Ferdinand I. Dessen Nachfolger Maximilian II. übertrug die Verwaltung der königlichen Herrschaften der Hofkammer. Im Zuge der Raabisation wurde im Jahre 1777 auf emphyteutisierten Meierhofsfluren am Opatowitzer Kanal die Siedlung Neu Zdanitz (Nové Ždánice) angelegt. 
Im Jahre 1835 bestand das im Chrudimer Kreis an der von Přelautsch nach Königgrätz führenden Straße gelegene Dorf Zdanitz aus 61 Häusern, in denen 565 Personen, darunter zwei jüdische und eine protestantische Familie, lebten. Unterteilt war Zdanitz in Alt-Zdanitz und Neu-Zdanitz, die beide einen eigenen Richter hatten, aber zusammen konskribiert waren. In Alt-Zdanitz gab es die Filialkirche des hl. Wenzel, in der jeden zweiten Sonntag Gottesdienst abgehalten wurde, sowie eine Schule und ein großes Wirtshaus. Bei Neu-Zdanitz befand sich eine Mühle am Opatowitzer Kanal. Abseits lag der Zdanitzer Hof. Pfarrort war Wositz. Bis zur Mitte des 19. Jahrhunderts blieb Zdanitz der k.k. Kameralherrschaft Pardubitz untertänig.
Nach der Aufhebung der Patrimonialherrschaften bildete Ždanice ab 1849 mit den Ortsteilen Staré Ždanice und Nové Ždanice eine Gemeinde im Gerichtsbezirk Pardubitz. Kaiser Franz Joseph I. verpfändete die k. k. Kameralherrschaft Pardubitz im Jahre 1855 als Staatsschuldverschreibung an die Oesterreichische Nationalbank, die die Herrschaft am 25. Juni 1863 an die k. k. privilegierte Österreichische Credit-Anstalt für Handel und Gewerbe verkaufte. 1866 kaufte der Großindustrielle Heinrich Drasche die Grundherrschaft Pardubitz. Im Jahre 1860 erwarb die Müllerfamilie Prokeš die abgebrannte Mühle und errichtete auf der Brandstätte die größte Mühle am Opatowitzer Kanal. Ab 1868 gehörte die Gemeinde zum Bezirk Pardubitz. 1869 hatte Ždanice 804 Einwohner und bestand aus 88 Häusern. In den 1870er Jahren wurde die Gemeinde in Staré Ždanice umbenannt. Am 18. Juni 1881 kaufte Richard von Drasche-Wartinberg für 2.080.000 Gulden die Grundherrschaften Pardubitz und Kunětická Hora aus der väterlichen Erbmasse. Die Freiwillige Feuerwehr wurde 1882 gegründet. 1890 lebten 947 Menschen in der Gemeinde. Zu dieser Zeit wurde der Gemeindename in Staré Ždánice abgeändert. Nové Ždánice wird seit Beginn des 20. Jahrhunderts nicht mehr als Ortsteil geführt. Im Jahre 1900 lebten in der Gemeinde 846 Menschen, 1910 waren es 805. Am 15. Februar 1915 erteilte Kaiser Franz Joseph I. der Gemeinde ein Wappen. Nach der Gründung der Tschechoslowakei 1918 wurde im Zuge der Bodenreform von 1920 auch der Zdanitzer Großgrundbesitz der Familie Drasche-Wartinberg konfisziert und aufgeteilt. 1930 hatte Staré Ždánice 737 Einwohner. Zu dieser Zeit wurde in der Schule fünfklassig unterrichtet. Im Jahre 1949 wurde Staré Ždánice dem Okres Pardubice-okolí zugeordnet, seit 1960 gehört die Gemeinde wieder zum Okres Pardubice. 1974 wurde die baufällig gewordene Mühle stillgelegt und fünf Jahre später abgebrochen; danach wurde das Areal betoniert und als Rübenlagerplatz genutzt. Zwischen 1976 und 1990 waren Plch und Podůlšany eingemeindet. Beim Zensus von 2001 lebten in den 188 Häusern von Staré Ždánice 583 Personen. 

## Gemeindegliederung
Für die Gemeinde Staré Ždánice sind keine Ortsteile ausgewiesen. Die Gemeinde besteht aus den Ansiedlungen Nové Ždánice (Neu Zdanitz), Staré Ždánice (Alt Zdanitz) und Ždánický Dvůr (Zdanitzer Hof).

## Sehenswürdigkeiten
- Frühgotische Kirche des hl. Wenzel. Sie entstand 1339 anstelle eines hölzernen Vorgängerbaus; ihre heutige Gestalt erhielt sie nach Umbauten im 16., 17., 19. und 20. Jahrhundert. Markant ist der prismatische Kirchturm, dessen oberen Abschluss ein Zinnenkranz sowie ein gemauerter pyramidenförmiger Turmhelm bilden. Die ungewöhnliche Bauart des Turmes weist auf eine zeitnahe Errichtung mit den Kirchen St. Nikolaus in Stolany und St. Laurentius in Opatovice nad Labem hin, die ähnliche Turmhelme besitzen. Die vier Glocken stammen von 1409, 1509, 1582 und 1778. Die neogotische Innenausstattung stammt aus dem 19. Jahrhundert.
- Opatowitzer Kanal
- Neoklassizistisches Schlösschen Staré Ždánice, auch Müller-Villa genannt, 1874 für den Müller Václav Prokeš errichtet. Ab 1908 befand sich im Erdgeschoss das Postamt. Seit der Samtenen Revolution wechselten die Besitzer der Villa in rascher Folge und überließen das Bauwerk dem Verfall. Im Jahre 2016 erwarb der Sänger Nathaniel Filip die seit 2013 leerstehende Villa.[5]
- Steinerne Straßenbrücke über den Opatowitzer Kanal bei Nové Ždánice
- Statue des hl. Johannes von Nepomuk, an der Brücke über den Opatowitzer Kanal